# Vif (proteina)
Vif (virion infectivity factor) è una proteina accessoria del virus HIV ed ha la funzione di consentire una corretta replicazione virale nelle cellule "non permissive".

## Struttura e funzione
Il virion infectivity factor è codificato dal gene vif, pesa 23 kDa ed è normalmente incorporato nel virione. Virus difettivi per il gene vif sono in grado di replicarsi correttamente solo nelle cellule cosiddette "permissive". Tutte le altre cellule sensibili si comportano come "non permissive"
La proteina ha la funzione di bloccare una citosina-deaminasi cellulare denominata APOBEC3G. Questa deaminasi fa parte delle difese costitutive dell'organismo, e in assenza della proteina vif, converte la citidina in uridina, causando quindi delle ipermutazioni nel genoma virale durante la retrotrascrizione. I virus prodotti nelle cellule che esprimono APOBEC3G di conseguenza non saranno in grado di replicarsi (non saranno infettivi) a causa dei numerosi non-sense nel loro genoma.
La proteina vif lega APOBEC3G e la porta ad un complesso proteico che lega ubiquitina, provocando così la degradazione proteolitica della deaminasi. Si tratta quindi di un sistema per neutralizzare una delle difese innate dell'organismo contro i virus.